# Pseudascalenia
Pseudascalenia là một chi bướm đêm thuộc họ Cosmopterigidae.